# Sabicea rosea
Sabicea rosea är en måreväxtart som beskrevs av Hoyle. Sabicea rosea ingår i släktet Sabicea och familjen måreväxter. Inga underarter finns listade i Catalogue of Life.